# Peter Herwegen

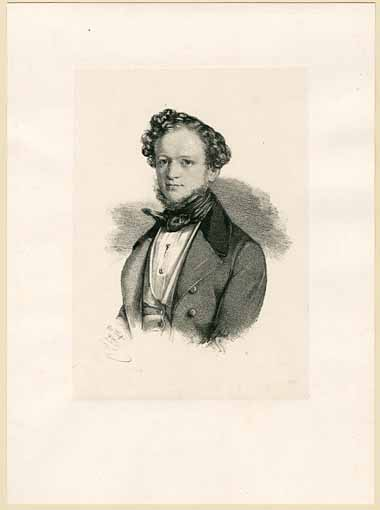
Peter Herwegen

Peter Herwegen (* 15. Februar 1814 in Köln; † 28. Dezember 1893 in München, Königreich Bayern) war ein deutscher Zeichner, Maler und Lithograf. 

## Leben

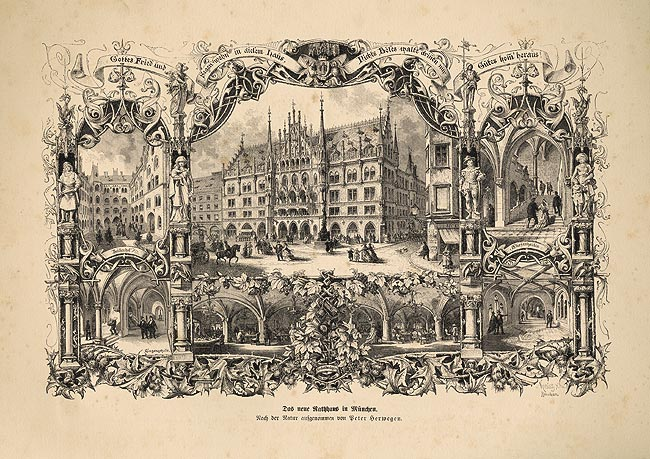
Peter Herwegen: Neues Rathaus in München

Eine frühe Ausbildung in Malen und Zeichnen erhielt er in den Jahren 1826–1830 bei dem Kölner Maler Egidius Mengelberg. 1837 übersiedelte er nach München, wo er 1860 Mitglied des Vereins für Christliche Kunst wurde. Peter Herwegen war ein Anhänger der Neugotik. Neben Zeichnungen, Gemälden und Lithografien fertigte er auch Urkunden, Gedenkblätter, Diplome, Geschäftsanzeigen und Visitenkarten. Neben seinem früh verstorbenen Sohn Ernst trat seine Tochter Veronica Maria Herwegen-Manini als Architekturmalerin in seine Fußstapfen.